# Zója Székely
Zója Székely (Budapest, 5 de mayo de 2003) es una deportista húngara que compite en gimnasia artística.
Ganó dos medallas en el Campeonato Europeo de Gimnasia Artística de 2020, plata en las barras asimétricas y bronce en la prueba por equipos.

## Palmarés internacional
| Campeonato Europeo | Campeonato Europeo | Campeonato Europeo | Campeonato Europeo   |
| Año                | Lugar              | Medalla            | Prueba               |
| ------------------ | ------------------ | ------------------ | -------------------- |
| 2020               | Mersin (Turquía)   | Medalla de plata   | Barras asimétricas   |
| 2020               | Mersin (Turquía)   | Medalla de bronce  | Concurso por equipos |